# Sally Walton
Sally Ellen Walton (10 giugno 1981) è un'ex hockeista su prato britannica.

## Palmarès

### Olimpiadi
- 1 medaglia:
  - 1 bronzo (Londra 2012)

### Mondiali
- 1 medaglia:
  - 1 bronzo (Rosario 2010)

### Europei
- 4 medaglie:
  - 4 bronzi (Dublino 2005; Manchester 2007; Amsterdam 2009; Gladbach 2011)

### Champions Trophy
- 2 medaglie:
  - 1 argento (Rosario 2012)
  - 1 bronzo (Nottingham 2010)

### Giochi del Commonwealth
- 1 medaglia:
  - 1 bronzo (Delhi 2010)